# Stanisław Wacław Raczyński
Stanisław Wacław Raczyński (ur. 22 lipca 1898 w Siedlcach, zm. 17 czerwca 1982 w Londynie) – oficer Wojska Polskiego.

## Życiorys
Stanisław Wacław Raczyński urodził się 22 lipca 1898 w Siedlcach jako syn Wacława i Zofii. Po wybuchu I wojny światowej w 1914 został żołnierzem Legionów Polskich i służył w szeregach 2 Pułku Ułanów oraz w 11 kompanii III batalionu 6 Pułku Piechoty w ramach III Brygady. U kresu wojny 31 października 1918 był w grupie załogi polskiej zebranej w Szkole Sienkiewicza. W listopadzie 1918 brał udział w obronie Lwowa podczas wojny polsko-ukraińskiej. Walcząc w II odcinku 4 listopada odniósł rany na placówce przy pomniku Gołuchowskiego w ogrodzie Jezuickim.
Został awansowany na stopień porucznika kawalerii ze starszeństwem z dniem 2 stycznia 1932. W latach 30. był oficerem rezerwy 2 Pułku Ułanów Grochowskich z Suwałk i pozostawał wówczas w ewidencji Powiatowej Komendy Uzupełnień Siedlce.
Podczas II wojny światowej był więziony w łagrach sowieckich. Po wojnie pozostał na emigracji. Zmarł 17 czerwca 1982 w Londynie.

## Ordery i odznaczenia
- Krzyż Niepodległości[2]
- Krzyż Walecznych[2]
- Krzyż Zasługi z Mieczami[2]
- Krzyż Obrony Lwowa[2]
- Odznaka pamiątkowa „Orlęta”[2]